# Contratación (kommun)
Contratación är en kommun i Colombia.   Den ligger i departementet Santander, i den centrala delen av landet, 200 km norr om huvudstaden Bogotá. Antalet invånare är 4 021.